# Duikhorloge
Een duikhorloge, soms diver genoemd, is een horloge speciaal ontworpen voor het duiken. 
Samen met de tijdaanduiding is de waterdichtheid van een duikhorloge de belangrijkste eigenschap. Een duikhorloge heeft een garantie op waterdichtheid van minimaal 100 meter. Ook al duikt men niet zo diep, door bewegingen onder water kan er wel een druk gelijk aan die van 100 meter diepte op het horloge komen te staan. Afhankelijk van het merk en model en uitvoering kan de waterdichtheid tot veel hogere waarden gelden. 
Om de waterdichtheid te garanderen is de wijzerverzetknop (kroon) vaak uitgevoerd met schroefdraad. Na het verzetten van de wijzers moet de knop dan tegen een lichte veerdruk worden ingedrukt en vastgeschroefd. Door het vastschroeven wordt de horlogekast hermetisch afgesloten. Duikhorloges die bestand zijn tegen extreme diepten zijn meestal gevuld met synthetische olie, die veel minder samendrukbaar is dan lucht.
De achterkant van een duikhorloge is vaak robuuster uitgevoerd dan bij een ander horloge. Het achterdeksel is altijd geschroefd en kan soms alleen met behulp van een speciale kastsleutel worden geopend. 
De horlogeband van een duikhorloge is veelal van rubber of van staal. Stalen uitvoeringen kunnen uitgevoerd zijn met een uitschuifssysteem zodat het horloge ook over een duikpak kan worden gedragen.

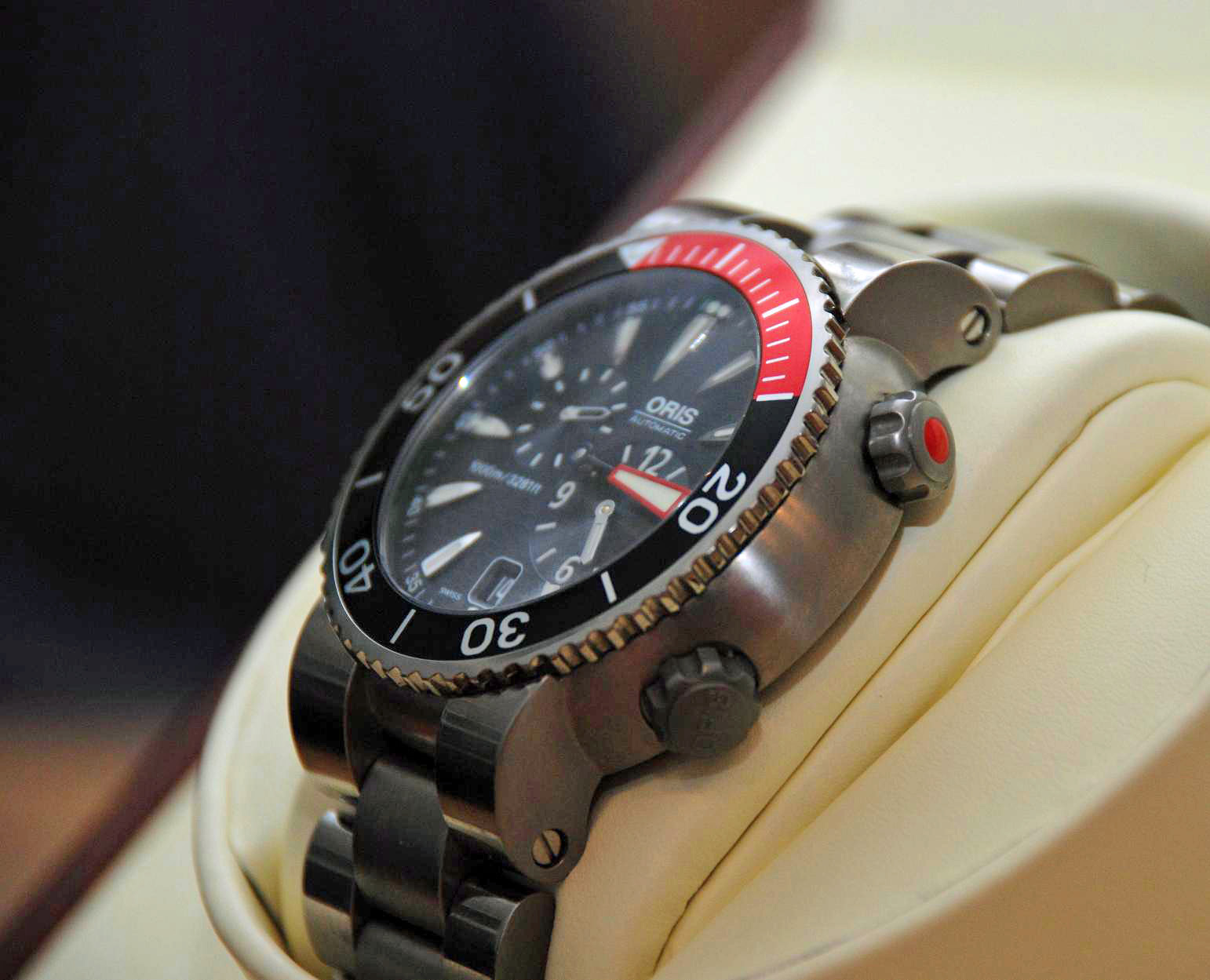
Oris Meistertaucher

Er bestaan verschillende soorten duikhorloges:
- De simpelste modellen zijn alleen bestand tegen een hoge waterdruk en zijn voorzien van een ring waarmee de begintijd van de duik kan worden vastgelegd.
- Een uitgebreider model is ook voorzien van een dieptemeter zodat kan worden gekeken wat de huidige duikdiepte is. Vaak kan dan ook worden gekeken wat het diepste punt is geweest van de laatste duik.
- De meest uitgebreide modellen bevatten een geheugen zodat gegevens (diepte, duiktijd, etc) van meerdere duiken kunnen worden opgeslagen. Eventueel is het ook nog mogelijk om zo'n horloge aan te sluiten op een computer zodat de gegevens daarop kunnen worden bewaard.

De ring waarmee de duiktijd kan worden gemeten kan alleen maar linksom draaien. Mocht tijdens het duiken de ring ongemerkt worden verdraaid, dan wordt een langere duiktijd geregistreerd. Als de ring ook rechtsom zou kunnen draaien, zou een duiker abusievelijk een te korte hersteltijd in acht kunnen nemen, waardoor bij een volgende duik de kans op caissonziekte wordt vergroot.